# 笠置峠
笠置峠（かさぎとうげ）は、愛媛県八幡浜市と西予市の市境にある峠。標高397m。室町時代には峠越えの交流があり、江戸時代は宇和島藩が参勤交代に利用。九州方面の巡礼者が四国遍路を往来する道だった。

## 道路
愛媛県道25号八幡浜宇和線は、急峻なこの峠を避け、八幡浜市釜倉地区から鳥越峠を超えるルートをとっていた。
近年の国道197号の改修で、九州方面から四国西南地方への交通量も増えたので、県道の改修事業として峠の直下を笠置トンネル(1157m)で抜けるルートが整備された。
また、冬季には積雪・凍結もみられる。

## 鉄道
ほぼ同じルートを、JR予讃線が笠置トンネルで峠を越える。
予讃線の最終開通区間で、戦前の軍部が「簡易線」規格で建設させたので、最急勾配33.3‰、最急曲線200mとおよそ高速運転に向かない規格となっていた。
しかし車両性能の向上や枕木のPC化、軌道の重軌条化でSL時代の準急列車が30Km/hであえぎながら上った勾配を、現在の特急列車は110Km/hで登坂している。

## 位置
- 北緯33度24分16.88秒 東経132度27分50秒 / 北緯33.4046889度 東経132.46389度
- 笠置峠 - 地理院地図
- 八幡浜市釜倉 - Google マップ
- 西予市宇和町岩木（地図 - Google マップ）